# سانتا لوسيا (كورينتس)
سانتا لوسيا هي مدينة أرجنتينية تقع في محافظة كورينتس، بلغ عدد سكانها 11,589 في إحصاء للسكان عام 2010م (حسب إنديك)، تقع على الشاطئ الغربي لنهر سانتا لوسيا، بين هذا النهر و نهر بارانا القريبة على بعد حوالي 20 كم شمال شرق مدينة غويا و 170 كم جنوب كوريينتس العاصمة. تستضيف المدينة مهرجان البستنة الوطني كل عام خلال النصف الأول من شهر نوفمبر.

## أعلام
- نيكولاس فريري